# Лани (фильм)
«Ла́ни» (другой вариант перевода — «Мерзавки»; фр. Les biches) — мелодрама 1968 года режиссёра Клода Шаброля.

## Сюжет
Богатая парижанка Фредерика знакомится на улице с молодой девушкой Вай. Она привлечена рисунками Вай на асфальте. Лёгкий флирт заканчивается дома у Фредерики сексом. Вскоре Фредерика привозит Вай в свою виллу в Сен-Тропе, где начинаются безмятежные дни отдыха. На одной из вечеринок девушки знакомятся с Полем, архитектором. Вай проводит ночь с Полем, отчасти увлечённая им, отчасти, чтобы досадить Фредерике. Но дальнейшее общение приводит к тому, что у Поля и Фредерики начинается роман. Брошенная Вай не может найти себе места. Оставшись без Поля и без любовницы, она убивает Фредерику.

## В ролях
| В ролях            |  | Персонаж  |
| ------------------ |  | --------- |
| Стефан Одран       |  | Фредерика |
| Жаклин Сассар      |  | Вай       |
| Жан-Луи Трентиньян |  | Поль      |
| Нан Жермон         |  | Вайолет   |
| Доминик Зарди      |  | Riais     |

## Награды
Картина получила следующие награды:
| Награды                  | Награды | Награды            | Награды        | Награды      |
| ------------------------ | ------- | ------------------ | -------------- | ------------ |
| Фестиваль / Премия       | Год     | Награда            | Категория      | Победитель   |
| Берлинский кинофестиваль | 1968    | Серебряный медведь | Лучшая актриса | Стефан Одран |